# Prisoners (2013)
Prisoners (dt.: „Gefangene“) ist ein US-amerikanisches Mysterydrama aus dem Jahr 2013 unter der Regie von Denis Villeneuve. Das Drehbuch schrieb Aaron Guzikowski. Der Thriller handelt von der Suche nach zwei entführten jungen Mädchen durch ihre Väter, die dabei auch zu Selbstjustiz greifen, und einen Polizisten. Drehorte für den in Pennsylvania spielenden Film war größtenteils die Stadt Conyers und ihre Umgebung in Georgia. Der deutsche Kinostart war am 10. Oktober 2013.

## Handlung
Die Familien Dover und Birch feiern gemeinsam Thanksgiving. Nach dem Essen verschwinden die beiden Töchter Anna Dover und Joy Birch beim Suchen nach Annas verlorener Trillerpfeife spurlos. Ein Polizeiaufgebot macht wenig später ein verdächtiges Wohnmobil ausfindig. Als Detective Loki versucht, den Fahrer Alex Jones aus dem Wagen zu locken, gerät dieser in Panik und fährt gegen den nächsten Baumstamm. Bei dem folgenden Verhör jedoch findet sich kein belastendes Material gegen Alex, bei welchem man zudem einen stark unterdurchschnittlichen IQ vermutet. Er wird freigelassen und kehrt ins Haus seiner Tante Holly Jones zurück.
Keller Dover, der Vater der verschwundenen Anna, beharrt vehement auf Alex’ Schuld, weshalb er ihn entführt und in einem heruntergekommenen Haus, das ihm gehört, tagelang foltert – in der Hoffnung, er werde das Versteck der Mädchen preisgeben. Dabei zwingt er Franklin Birch, den Vater des anderen Mädchens, ihm zu helfen.
Währenddessen macht sich Detective Loki auf die Suche nach dem wahren Entführer und stößt bald auf den verdächtigen Bob Taylor. Er sucht Taylor in dessen Haus auf und überwältigt ihn. Es stellt sich heraus, dass er in vielen schwarzen Kästen Schlangen zusammen mit blutbefleckter Kinderkleidung aufbewahrt hat. Die Eltern der beiden entführten Mädchen können Teile davon ihren Töchtern zuordnen. Der Mörder scheint gefasst, es fehlen somit nur noch die Leichen.
Taylor begeht auf der Polizeistation Selbstmord. Es wird festgestellt, dass das Blut auf der Kleidung von Schweinen stammt. Er hatte die Kleidung bei Einbrüchen in den Häusern der beiden Familien gestohlen bzw. sie selbst gekauft. In seinem Haus hatte Taylor überall verstreut mysteriöse Labyrinthe gemalt. Loki erkennt nach einer Weile das Labyrinthsymbol wieder: Eine Leiche, die er im Keller eines Pfarrers gefunden hatte, trug es als Anhänger um den Hals.
Tage später wird Joy Birch aufgefunden und ins Krankenhaus eingeliefert. Von Anna fehlt weiterhin jede Spur. Joy flüstert schließlich, dass Keller auch „da“ gewesen sei. Dieser verlässt fluchtartig das Krankenhaus, gefolgt von Loki, der vermutet, dass Keller zum alten Haus fahren werde. Dort entdeckt Loki den misshandelten Alex. Keller Dover wiederum fährt zu Holly Jones, da er den Verdacht hat, dass Joy dort seine Stimme gehört haben könnte. Holly bedroht ihn jedoch mit einer Waffe und sperrt ihn in ein unterirdisches Loch im Garten ein, in dem auch Joy und Anna zeitweise eingesperrt waren und in dem Dover Annas Trillerpfeife findet. Holly und ihr Mann (die Leiche mit dem Labyrinth-Anhänger im Keller des Pfarrers) haben bereits Jahre zuvor Kinder entführt, darunter Bob Taylor und Alex Jones, um einen „Krieg gegen Gott“ zu führen, der ihren Sohn in jungen Jahren an Krebs hatte sterben lassen. Ihr Motiv war die Hoffnung, dass die Menschen sich von Gott abwenden würden, wenn ihre Kinder entführt wurden.
Loki begibt sich schließlich ebenfalls zu Hollys Haus, um ihr von Alex’ Befreiung zu berichten. Dabei entdeckt er Holly, als diese gerade versucht, Anna durch eine Giftinjektion zu töten. Er kann Holly erschießen, wird dabei aber verletzt. Er bringt das vergiftete Mädchen ins Krankenhaus, wo es gerettet wird. Am Schluss sieht man, wie Männer der Spurensicherung den Garten der Jones umgraben und Loki mitteilen, dass dies für den gesamten Garten Wochen dauern werde, da der Boden zum Teil schon gefroren sei. Als die Männer ihre Arbeit beenden, registriert Loki ein leises Pfeifen (Trillerpfeife), das von Dover aus dem Erdloch kommt, wo er noch immer verletzt festsitzt.

## Produktion

### Entstehung und Drehbuchentwicklung

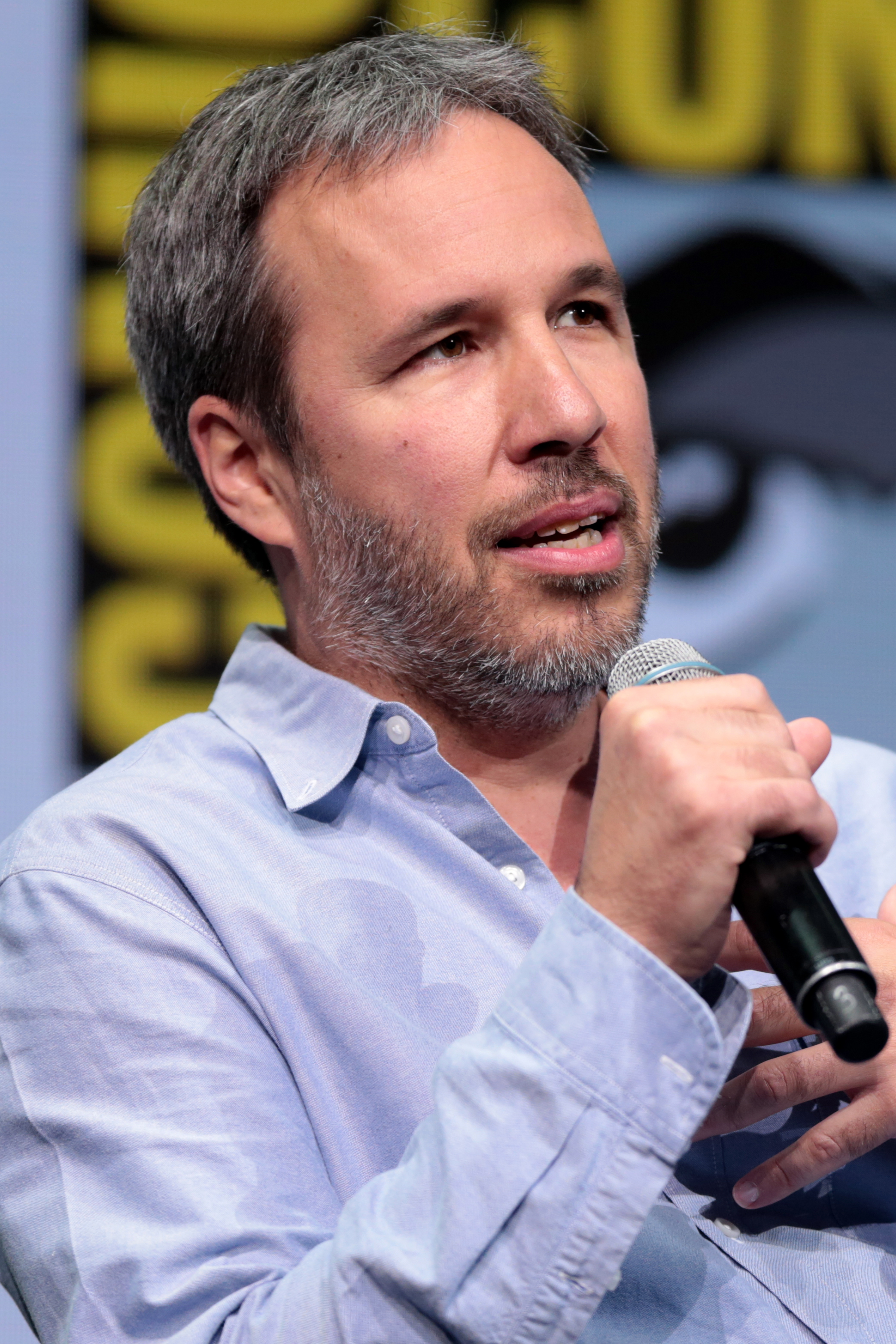
Regisseur Denis Villeneuve

Beim Mysterythriller Prisoners handelt sich um das Erstlingswerk des US-amerikanischen Drehbuchautors Aaron Guzikowski, der am brooklyner Pratt Institute Kunst und Film studierte und 2007 ins Management von Madhouse Entertainment aufgenommen wurde. Neben einer regulären Arbeit entwickelte er für die Produktionsgesellschaft über einen Zeitraum von zwei Jahren das Drehbuch zu Prisoners, das auf einer seiner eigenen Kurzgeschichten über zwei Familienväter, die nach der Entführung ihrer Töchter zu Selbstjustiz greifen, basiert. Nach der Fertigstellung schloss sich Guzikowski der Künstleragentur Endeavor an, um sein Skript interessierten Filmstudios zum Kauf anzubieten. Noch im Jahr 2009 sicherte sich Alcon Entertainment für eine mittlere sechsstellige Summe die Rechte an Prisoners, ehe sich Guzikowskis Gage mit Produktionsbeginn auf über eine Million US-Dollar erhöhte.
Der im Stile von Das Schweigen der Lämmer und Sieben beschriebenen Thriller zählte zu dieser Zeit zu den heißesten Filmprojekten in Hollywood und landete 2009 auf der Black List der besten unverfilmten Drehbücher. Alcon selbst wollte die Produktion des Films schnell vorantreiben und Prisoners bereits im Oktober 2010 veröffentlichen, doch eine Umsetzung scheiterte zunächst aufgrund von wechselnden Beteiligten vor und hinter der Kamera. So sollte der Thriller zunächst von Bryan Singer inszeniert und mit Mark Wahlberg und Christian Bale in den Hauptrollen realisiert werden, ehe später auch Leonardo DiCaprio und der Regisseur Antoine Fuqua zeitweise mit dem Filmprojekt in Verbindung gebracht wurden.
Zu Beginn der 2010er Jahre wurde schließlich der Kanadier Denis Villeneuve als Regisseur verpflichtet, der zuvor mit seinem für den internationalen Oscar nominierten Spielfilm Die Frau, die singt eine größere Bekanntheit erlangte. Villeneuve wollte sich zu dieser Zeit eigentlich der Literaturverfilmung Enemy basierend auf José Saramagos Roman Der Doppelgänger widmen und lehnte das Regieangebot für Prisoners zunächst ab, da er den düsteren Film als zu ähnlich zu seinem Vorgängerwerk erachtete. Schließlich war er vom Drehbuch aber so begeistert, dass er sich dazu entschied, seine ersten beiden englischsprachigen Filme Enemy und Prisoners back-to-back innerhalb eines Zeitraums von 18 Monaten umzusetzen. Gemeinsam mit Guzikowski überarbeitete er das Drehbuch, schrieb Prisoners in einen von zwei Hauptfiguren getragenen Film um und verlagerte die Kulisse in eine typische US-Vorstadt, wo durch fehlende soziale Interaktionen eine angsteinflößendere Atmosphäre erschaffen werden sollte.

### Besetzung und Synchronisation
Als ersten Hauptdarsteller konnte Villeneuve Hugh Jackman im Frühjahr 2012 davon überzeugen, in Prisoners mitzuwirken. Er verkörpert den Familienvater Keller Dover, der nach der Entführung seiner Tochter Anna zu Selbstjustiz gegenüber dem vermeintlichen Täter greift. Die Produzenten des Films befürchteten anfänglich, dass die Hauptfigur deshalb vom Publikum nicht gemocht werden könnte, doch Regisseur Denis Villeneuve wollte Keller Dover insbesondere nachvollziehbar und nicht unbedingt sympathisch inszenieren. Durch die Figur sollte auch der Religionsaspekt des Films näher beleuchtet und Kellers innerer moralischer Konflikt mit seinen Taten aufgezeigt werden, ebenso wie Religion als Stärke und Rechtfertigung genutzt werden könne. Die zweite Hauptrolle des führenden Ermittlers Detective David Loki bot Villeneuve Jake Gyllenhaal an, mit dem er kurze Zeit zuvor bereits bei seinem Vorgängerfilm Enemy zusammengearbeitet hatte. Villeneuve hatte den Eindruck, dass es der Figur des Polizisten auf dem Papier etwas an Substanz fehle, weshalb er mit Gyllenhaal einen Darsteller verpflichtet wollte, der diese Substanz allein durch seine Schauspielkunst erzeugen könne. Gyllenhaal sah sich in Vorbereitung auf die Rolle rund 100 Stunden Videomaterial von echten Polizeiverhören an.
In weiteren zentralen Rollen verkörpern Paul Dano den Hauptverdächtigen Alex Jones und Melissa Leo dessen Tante Holly. Zu den Mitgliedern der Familie Dover zählen Maria Bello als Mutter Grace, Dylan Minnette als ältester Sohn Ralph und Erin Gerasimovich als jüngste Tochter Anna. In der befreundeten Familie Birch übernahm Terrence Howard die Rolle des Vaters Franklin, während Viola Davis die Mutter Nancy, Zoë Soul die älteste Tochter Eliza und Kyla Drew Simmons die jüngste Tochter Joy verkörpern. In weiteren Nebenrollen sind Wayne Duvall als Polizeichef Captain Richard O’Malley, David Dastmalchian als Tatverdächtiger Bob Taylor und Len Cariou als zwielichtiger Pastor Patrick Dunn zu sehen.
Die deutschsprachige Synchronisation entstand nach einem Dialogbuch und unter der Dialogregie von Joachim Kunzendorf bei RC Production.
| Rolle                    | Darsteller         | Synchronsprecher         |
| ------------------------ | ------------------ | ------------------------ |
| Keller Dover             | Hugh Jackman       | Thomas Nero Wolff        |
| Detective David Loki     | Jake Gyllenhaal    | Marius Clarén            |
| Franklin Birch           | Terrence Howard    | Sascha Rotermund         |
| Alex Jones               | Paul Dano          | Timmo Niesner            |
| Holly Jones              | Melissa Leo        | Kerstin Sanders-Dornseif |
| Grace Dover              | Maria Bello        | Claudia Urbschat-Mingues |
| Nancy Birch              | Viola Davis        | Anke Reitzenstein        |
| Ralph Dover              | Dylan Minnette     | David Wittmann           |
| Eliza Birch              | Zoë Soul           | Kristina Tietz           |
| Anna Dover               | Erin Gerasimovich  | Naomi Hadad              |
| Joy Birch                | Kyla Drew Simmons  | Naomi Hadad              |
| Captain Richard O’Malley | Wayne Duvall       | Lutz Schnell             |
| Bob Taylor               | David Dastmalchian | Jan Makino               |
| Pater Patrick Dunn       | Len Cariou         | Hasso Zorn               |

### Dreharbeiten und Ausstattung

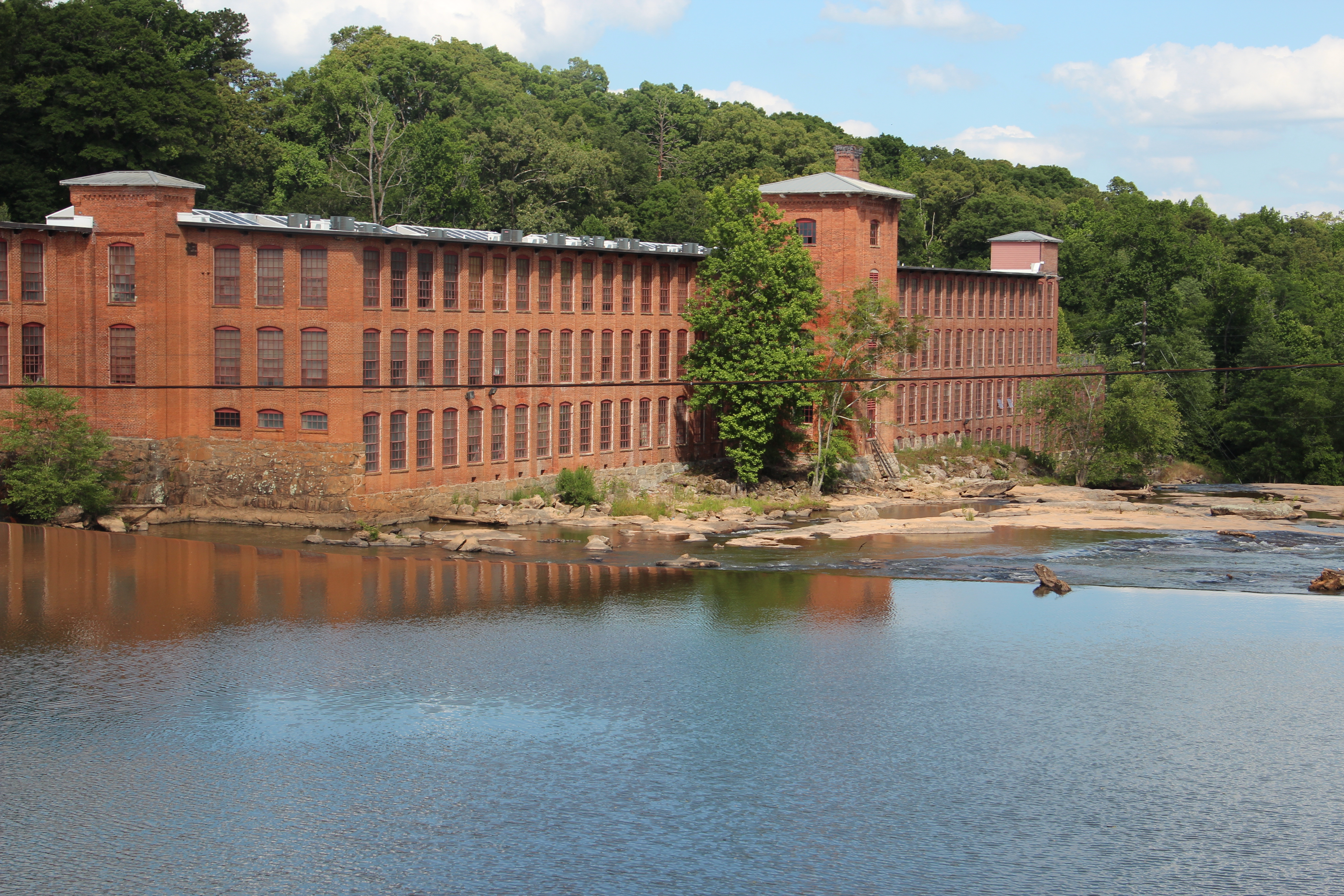
Ein Drehort in Porterdale, Georgia

Die Dreharbeiten mit dem britischen Kameramann Roger Deakins erfolgten im Frühjahr 2013 im US-Bundesstaat Georgia, der als Kulisse für das herbstliche Pennsylvania diente. Zu den Drehorten rund um Atlanta zählten Cities wie Conyers, Stone Mountain, Monroe, Tucker, Snellville und East Point. Da Regisseur Denis Villeneuve eine klaustrophobische Atmosphäre erschaffen wollte, um so einen visuellen Druck auf seine Charaktere auszuüben, fand ein Großteil der Filmaufnahmen in beengten Häusern statt, aus denen für die Dreharbeiten zum Teil die Wände entfernt werden mussten. Andere Innenaufnahmen wie etwa im von Szenenbildner Patrice Vermette als Labyrinth konzipierten Elternhaus von Keller Dover entstanden hingegen in Filmstudios, um so den Darstellern mehr Raum für ihr Schauspiel in intensiven Szenen geben zu können. Villeneuve setzte dabei vermehrt auf Improvisationen und drehte so beispielsweise eine spontane 20-minütige Verhörszenen zwischen Jake Gyllenhaal und Paul Dano. Außerdem entstand auf Wunsch von Warner Bros. eine zweite Version des Endes, das die Erzählung besser abschloss und weniger Fragen aufwarf. Da beide Versionen bei einem Testpublikum gut ankamen, durfte Villeneuve das ambitioniertere Ende aus der ursprünglichen Drehbuchfassung behalten.
Nach Skyfall handelte es sich um den zweiten Film, den Kameramann Roger Deakins mit einer ARRI-Kamera digital drehte. Villeneuve wollte Prisoners so realistisch und authentisch wie möglich inszenieren, weshalb sich Deakins dazu entschloss, die Kamera naturalistisch zu belassen und ihr einen observierenden Charakter zu geben. Durch langsame und einfache Bewegungen sollte sich die Kamera dabei auf die Intimität der Figuren fokussieren, anstatt ein Melodrama mit großen Bildern zu erschaffen. Auf Wunsch von Villeneuve wurden auch Gewaltdarstellungen oft nur subtil angedeutet, sodass ihre Auswirkungen umso eindrücklicher aufgezeigt werden konnten, wenn Gewalt vereinzelt doch als filmisches Mittel genutzt wurde.

### Filmmusik und Soundtrack-Album

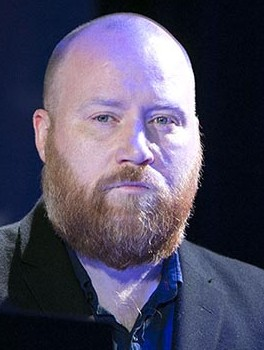
Jóhann Jóhannsson (2013)

Die Filmmusik sollte nach den Plänen von Denis Villeneuve nicht nur Spannung erzeugen, sondern auch einen poetischen und lyrischen Kontrast zum gezeigten Horror der Ereignisse darstellen. Als Komponist suchte der Regisseur daher gezielt nach Musikern, die eine Verbindung zwischen geistlicher Musik und Spiritualität gepaart mit etwas Melancholie erzeugen konnten. Trotz einiger Samples von namhaften Komponisten entschied sich Villeneuve für den vergleichsweise unbekannten Isländer Jóhann Jóhannsson, für den Prisoners die erste Arbeit an einer großen Hollywood-Produktion darstellte. Um Inspirationen für seinen Score zu finden, hörte Jóhannsson zunächst Kirchenmusik aus der Renaissance und alte isländische Hymnen, ehe er das Filmset in Atlanta besuchte, um die Atmosphäre aufzusaugen und sich mit den Beteiligten auszutauschen. Im Anschluss schrieb er drei zentrale Musikstücke, die als das „Rückgrat des Scores“ fungierten und wiederkehrend eingesetzt wurden. Vor Probleme stellte Jóhannsson hingegen die Komposition der Eröffnungssequenz, weshalb er sich für eine Woche auf eine kleine isländische Insel zurückzog und in Isolation über 15 Versionen der musikalischen Untermalung schrieb.
Die Aufzeichnung der Orchestermusik erfolgte in den Londoner AIR Studios. Tonaufnahmen eines Cristal Baschet und des elektrischen Musikinstruments Ondes Martenot fanden im Anschluss mit Thomas Bloch in Frankreich statt, ehe Jóhansson zwei Tage lang Drone Musik mit dem Experimentalmusiker Erik Skodvin in Berlin einspielte. Auch die isländische Cellistin Hildur Guðnadóttir wirkte als Musikerin am Score mit. Die Abmischung der Filmmusik erfolgte später in den Remote Control Studios in Santa Monica. Das aus 16 Musikstücken bestehende Soundtrack-Album wurde am 16. September 2023 digital bei WaterTower Music veröffentlicht. Prisoners verwendet daneben die Songs Codex von Radiohead und Put Your Hand in the Hand der kanadischen Rockband Ocean.

## Postproduktion und Veröffentlichung
Ein Trailer zu Prisoners wurde am 30. Mai 2013 veröffentlicht. Den internationalen Filmverleih übernahm Warner Bros., die Villeneuve vertraglich das Recht des Final Cuts zusicherten, damit der Regisseur den Film nach seinen eigenen Vorstellungen umsetzen konnte. Nachdem eine erste Schnittfassung zwischenzeitlich eine Laufzeit von etwa drei Stunden hatte und noch tiefer in die Charaktere eingetaucht ist, kürzten die Editoren Joel Cox und Gary D. Roach die Filmlänge auf zweieinhalb Stunden ein. Die Postproduktion wurde Mitte August 2013 abgeschlossen, nur eine Woche bevor eine erste Vorführung von Prisoners am 30. August 2013 auf dem Telluride Film Festival erfolgte. Erste Reaktionen nach der Uraufführung fielen überaus positiv aus, wobei selbst Zuschauer, die die auf der Leinwand gezeigte Gewalt kaum ertragen konnten, Prisoners für einen atemberaubenden und überwältigenden Film hielten. Die offizielle Weltpremiere erfolgte am 6. September 2013 auf dem Toronto International Film Festival, wo Prisoners auch aufgrund von Parallelen zu den zuvor erfolgten Entführungen von Cleveland größere Aufmerksamkeit erhielt.
Weitere Festivalaufführungen erfolgten Ende September 2013 in San Sebastián und Zürich. Bereits zuvor kam Prisoners am 20. September in die US-Kinos, ehe der Film am 10. Oktober 2013 auch im deutschsprachigen Raum anlief. Die Heimkinoveröffentlichung auf DVD und Blu-ray begann in den Vereinigten Staaten am 17. Dezember 2013 und in Deutschland am 13. Februar 2014. Die deutsche Free-TV-Premiere erfolgte zwei Jahre später am 27. März 2016 auf ProSieben, wo Prisoners von insgesamt 1,18 Millionen Zuschauern gesehen wurde.

## Rezeption

### Altersfreigabe
In den Vereinigten Staaten erhielt Prisoners von der MPAA aufgrund verstörender Gewaltdarstellungen inklusive Folter und der Sprache ein R-Rating. In Deutschland vergab die FSK eine äquivalente Freigabe ab 16 Jahren. In der Begründung heißt es, der Film sei von düsterer Atmosphäre geprägt und zeichne die menschlichen Ausnahmezustände infolge von Verbrechen und Gewalt in teilweise drastischen Szenen nach. Während ein jüngeres Publikum durch die Bedrohungsszenarien und die explizite Darstellung von Mord und Folter emotional überfordert werden könnte, seien 16-Jährige in der Lage, diese Aspekte in den Kontext der Geschichte einzuordnen und auf der Basis ihrer Genreerfahrung zu verarbeiten. Die ambivalente Darstellung von Selbstjustiz könne diese Altersgruppe ebenfalls reflektieren und kritisch bewerten, sodass auch keine ethisch-moralische Desorientierung für sie zu befürchten sei.

### Kritiken
Das internationale Medienecho zu Prisoners fiel überwiegend positiv aus. So konnte der Film 81 % der 254 bei Rotten Tomatoes gelisteten Kritiker überzeugen und dabei eine durchschnittliche Bewertung von 7,3 Punkten erreichen. Als zusammenfassendes Fazit zieht die Seite, mit einer emotionalen Komplexität und einem Gefühl des Grauens könne Prisoners die Zuschauer gleichzeitig fesseln und verstören. Bei Metacritic erhielt der Film basierend auf 53 Rezensionen einen Metascore von 70 von 100 möglichen Punkten.

„Prisoners gehört zu jener Sorte Film, die einen gefangennehmen, fast im wörtlichen Sinn: Man fühlt sich als Geisel, dazu verdammt, im Kinosessel festgenagelt alles mitzumachen bis zum befürchtet-bitteren oder dem erhofft-erlösenden Ende.“

„Blicke und Details verfolgen den Zuschauer noch lange nach diesem Film, ebenso wie die Gewalt der Geschichte und die der Bilder des Kamera-Veteranen Roger Deakins. Prisoners lässt tief in menschliche Abgründe gucken. Mit seltener Wucht skizziert Denis Villeneuve, wie weit Leute zu gehen imstande sind, deren Leben von Obsessionen und Verbrechen bestimmt werden.“

„Prisoners ist ein düsterer Thriller, der in Ästhetik und Dramaturgie an die Psycho-Dramen David Finchers (Sieben, Zodiac) erinnert. Keine der handelnden Figuren scheint ohne Schuld, jeder verbirgt ein dunkles Geheimnis, und je mehr sich die Krimihandlung in mysteriöse, teils haarsträubende Horror-Details verästelt, desto mehr wird auch der Zuschauer in einen Abgrund wettstreitender Emotionen gezogen, in dem Moral keine Kategorie mehr ist.“

„Regisseur Denis Villeneuve bebildert das Abgleiten in die Ungewissheit mit subtiler Metaphorik. Ohne je die Funktionsweisen der Genremaschinerien ,Psychothriller‘ und ,Melodram‘ anzutasten, setzt er feine inszenatorische Akzente. Dem Schmerz der Opferfamilien räumt er viel Raum ein, und die mit jedem Tag der Entführung anwachsende Verlustangst, die quälerisch sich ausbreitende Unsicherheit vibriert in regennassen und herbstgrauen Ansichten eines in Waldeseinsamkeit verlorenen Pennsylvania. Die Naturidylle wird zur Schreckenskulisse.“

„Ein düsterer, raffiniert konstruierter Entführungs- und Selbstjustiz-Thriller, dessen atmosphärisch dichte, vorzüglich fotografierte Bilder sich ins Gedächtnis einbrennen. Zugleich beschreibt der Film das fesselnde Duell zwischen einem Vater und einem kinderlosen Polizisten, das mit klugen Spiegelungen und Verdopplungen an große ethische Fragen rührt.“

### Einspielergebnis
Am Startwochenende konnte Prisoners in den Vereinigten Staaten mit einem Einspielergebnis von rund 21,4 Millionen US-Dollar die prognostizierten Einnahmen übertreffen, was für das verantwortliche Produktionsunternehmen Alcon den finanziell zweitbesten Kinostart eines ihrer Filme nach Blind Side – Die große Chance (2009) bedeutete. Dabei setzte sich der Mysterythriller an den Kinokassen gegen die im selben Zeitraum veröffentlichten Filme Insidious: Chapter 2 sowie Battle of the Year durch und erreichte die Spitzenposition der US-amerikanischen Kino-Charts.
Vom vornehmlich älteren Publikum erhielt Prisoners den CinemaScore „A-“ und konnte dank starker Mundpropaganda auch in den darauffolgenden Wochen finanzielle Erfolge erzielen. Insgesamt beliefen sich die weltweiten Einnahmen aus Kinovorführungen auf 122,1 Millionen US-Dollar, von denen der Film allein 61 Millionen im nordamerikanischen Raum erwirtschaften konnte. Demgegenüber stand ein Produktionsbudget zwischen 30 und 46 Millionen US-Dollar. In Deutschland verzeichnete Prisoners 445.000 Kinobesucher; in der Schweiz weitere 110.000.

### Auszeichnungen
Im Vorfeld der Veröffentlichung wurde Prisoners als möglicher Oscarkandidat gehandelt, bekam aufgrund der starken Konkurrenz durch die Filmdramen 12 Years a Slave und Gravity aber nur Außenseiterchancen zugerechnet. Der Mysterythriller verbuchte schließlich nur eine Nominierung für die Kameraarbeit von Roger Deakins, befand sich aber für fast 50 andere Filmpreise im Rennen. Die meisten Nominierungen fielen auch hier auf Deakins’ Kameraarbeit zurück, während die Regie von Denis Villeneuve, das Drehbuch von Aaron Guzikowski, die Filmmusik von Jóhann Jóhannsson und die Schauspielleistungen der Darsteller nur vereinzelt berücksichtigt wurden. Unter den letztendlich zehn Auszeichnungen erhielt insbesondere der Maskenbildner Donald Mowat mit einem Saturn Award und einer Würdigung seiner Gilde zwei relevante Filmpreise. Im Folgenden eine Auflistung weiterer relevanter Auszeichnungen und Nominierungen:

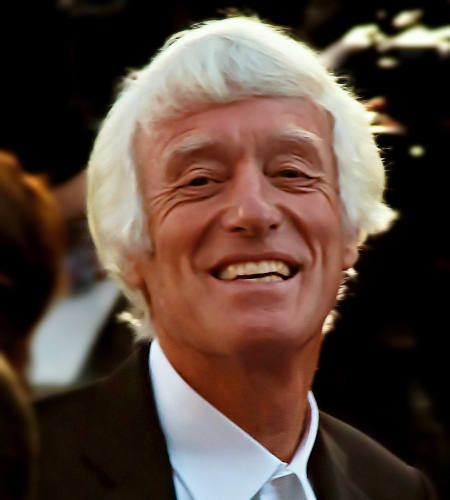
Roger Deakins (2011)

American Society of Cinematographers Awards 2014
- Nominierung für die Beste Kamera (Roger Deakins)

Chicago Film Critics Association Awards 2013
- Nominierung für die Beste Kamera (Roger Deakins)

Critics’ Choice Movie Awards 2014
- Nominierung für die Beste Kamera (Roger Deakins)

EDA Awards 2013
- Nominierung für die Beste Kamera (Roger Deakins)

Empire Awards 2014
- Nominierung als Bester Thriller

Indiana Film Journalists Association Awards 2013
- Nominierung als Bester Film

Make-Up Artists and Hair Stylists Guild Awards 2014
- Auszeichnung für das Beste Make-up (Donald Mowat & Pamela Westmore)

National Board of Review Awards 2013
- Aufnahme in die Top Ten Filme
- Auszeichnung als Bestes Schauspielensemble

Oklahoma Film Critics Circle Awards 2014
- Nominierung als Bester Film

Oscarverleihung 2014
- Nominierung für die Beste Kamera (Roger Deakins)

People’s Choice Awards 2014
- Nominierung als Bestes Filmdrama

Satellite Awards 2013
- Nominierung als Bester Nebendarsteller (Jake Gyllenhaal)
- Nominierung für die Beste Kamera (Roger Deakins)
- Nominierung für den Besten Schnitt (Joel Cox & Gary D. Roach)

Saturn-Award-Verleihung 2014
- Auszeichnung für das Beste Make-up (Donald Mowat)
- Nominierung als Bester Thriller
- Nominierung als Beste Nebendarstellerin (Melissa Leo)

Toronto International Film Festival 2013
- Nominierung für den Publikumspreis (Denis Villeneuve)

World Soundtrack Awards 2014
- Nominierung für den Publikumspreis (Jóhann Jóhannsson)